# Motorola 6800

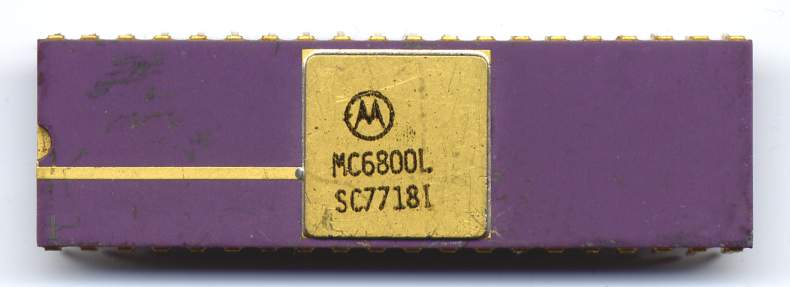
El microprocessador Motorola 6800.

El Motorola 6800 va ser el primer microprocessador de 8 bits produït per la Motorola, llançat en el mercat poc després del Intel 8080 fins al 1974. Posseïa 78 instruccions, incloent la infame i no-documentada instrucció de prova de bus Halt and Catch Fire (HCF). Pot haver estat el primer microprocessador amb un registrador d'índex.

## Microcontroladors 6801 i 6803

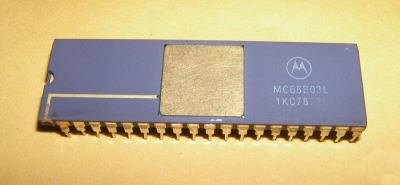
Microcontrolador 6803

El 6801 és un microcontrolador que inclou una UCP 6800 millorada, 2 KiB de ROM, 128 bytes de RAM, una instrucció de multiplicació per maquinari i un port sèrie embegut. El MC6803 és un MC6801 sense ROM, i es poden trobar a Internet diversos projectes de robots i sistemes incrustats basats en ell. Es va utilitzar a més com UCP de diversos microordinadors com el TRS-80 MC-10 i el Matra Alice.

## Circuits integrats perifèrics
- MC6810 (128 bytes de RAM)
- MC6818 ("Real Time Clock", usat en l'IBM PC/AT)
- MC6820/6821 ("PIA", Peripheral Interface Adapter; GPIO/port paral·lel)
- MC6828 ("PIC", Priority Interrupt Controller)
- MC6830 (1024 bytes de ROM)
- MC6840 (Counter/Timer)
- MC6843 (controlador de disc)
- MC6844 (controlador de DMA)
- MC6845 (controlador de CRT, usat en VGA)
- MC6846 (ROM + Counter/Timer + GPIO)
- MC6847 (Video Display Generator)
- MC6850 ("ACIA", Asynchronous Communications Interface Adapter; port sèrie asíncron)
- MC6852 ("SSDA", Synchronous Serial Data Adapter; pot ser usat per a serializació de disqueteres)
- MC6854 ("ADLC", Advanced Data Link Controller; comunicació sèrie HDLC/SDLC)
- MC6860 (mòdem FSK de baixa velocitat)
- MC6883 ("SAM", Synchronous Address Multiplexer; controlador de DMA i DRAM per al MC6847)